# 알렉세이 포피린

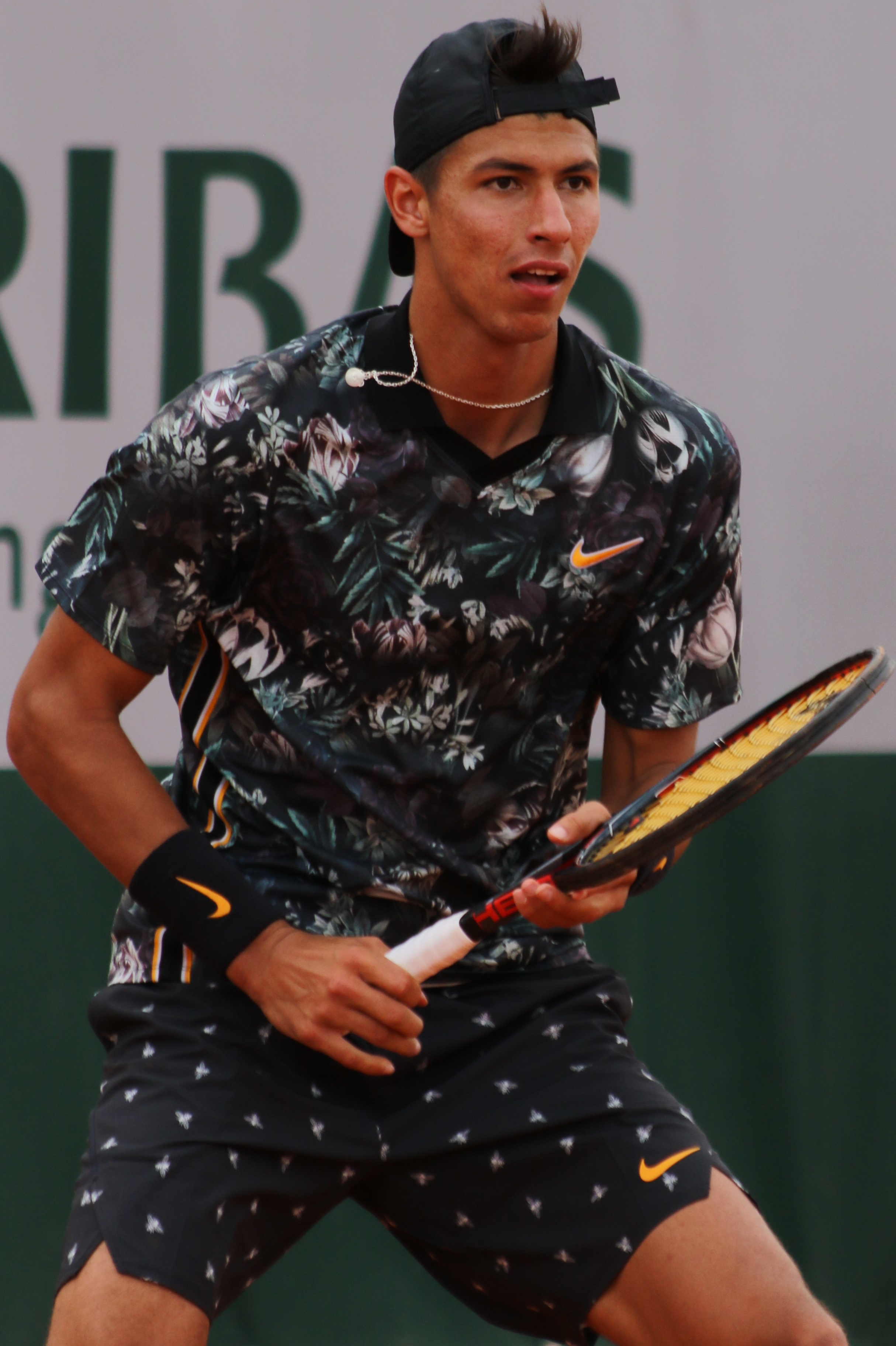

알렉세이 포피린(러시아어: Алексей Попырин, 1999년 8월 5일 ~ )는 오스트레일리아의 프로 테니스 선수이다. 플레이스타일은 오른손잡이, 양손 백핸드이다. 2024년 8월 12일에 달성한 통산 최고 ATP 싱글 순위 23위를 보유하고 있다. 또한 2022년 6월 27일에 달성한 통산 최고 ATP 복식 순위 235위를 보유하고 있다. 그는 현재 호주 싱글 선수 2위이다. 2024 캐네디언 오픈의 마스터스 1000을 포함하여 ATP 투어에서 3개의 싱글 타이틀을 획득했다.